# Cavan-Monaghan (kiesdistrict)
Cavan-Monaghan is een kiesdistrict in Ierland voor verkiezingen van Dáil Éireann, het lagerhuis van het Ierse parlement. Het district bestaat uit County Cavan en County Monaghan. Bij de laatste verkiezingen, in 2002, bedroeg het aantal kiesgerechtigden 87.087. Er zijn vijf zetels te kiezen.
Het huidige district bestaat sinds 1977. Tot dan waren zowel het graafschap Cavan, als het graafschap Monaghan aparte districten. De huidige voorzitter van de Dáil, in Ierland aangeduid als Ceann Comhairle, Rory O'Hanlon werd in 2002 in dit district gekozen. Caoimhghín Ó Caoláin, het eerste parlementslid (Teachta Dála) voor Sinn Féin in de Republiek sinds de jaren '20 van de twintigste eeuw is ook in dit district gekozen.
Bij de verliezingen in 2007 behaalde Fianna Fáil 3 zetels (waaronder de Ceann Comhairle die automatisch herkozen wordt), Fine Gael behaalde 1 zetel en Sinn Féin behield haar zetel.

## Referendum
Bij het abortusreferendum in 2018 stemde in het kiesdistrict 55,5% van de opgekomen kiezers voor afschaffing van het abortusverbod in de grondwet.